# Anaplectoides fales
Anaplectoides fales är en fjärilsart som beskrevs av Smith 1905. Anaplectoides fales ingår i släktet Anaplectoides och familjen nattflyn. Inga underarter finns listade i Catalogue of Life.